# Bretoński Narodowo-Socjalistyczny Ruch Robotniczy
Bretoński Narodowo-Socjalistyczny Ruch Robotniczy (fr. Mouvement Ouvrier Social-National Breton) – bretońskie faszystowskie, nacjonalistyczne i separatystyczne ugrupowanie polityczne istniejące w 1941 r.
Partia została założona w 1941 r. w Rennes z inicjatywy Théophile’a Jeusseta, który wystąpił z Bretońskiej Partii Narodowej. Działała na obszarze departamentu Ille-et-Vilaine w okupowanej przez wojska niemieckie Bretanii. Reprezentowała poglądy klasy robotniczej w separatystycznym ruchu bretońskim. Jej 25-punktowy program, opierający się na powstaniu nowego porządku europejskiego, zawierał odrzucenie gaullismu, jako idei wyrażanej przez bretońską burżuazję oraz eksponował hasła "chleba dla Bretończyków, pokoju dla Europy i wolności dla Bretanii". Miał do tego doprowadzić wysiłek samego narodu bretońskiego, bez wsparcia Wielkiej Brytanii, Francji, czy hitlerowskich Niemiec. Nieliczni członkowie partii rekrutowali się spośród robotników fabryk i warsztatów w miastach Ille-et-Vilaine. W Rennes były urządzane spotkania partyjne. T. Jeusset podjął bezpośrednie akcje wraz z małą grupą komunistów-separatystów, którzy poparli jego działalność. Przeprowadzili oni kampanię malowania na murach domów napisów wymierzonych przeciwko François Ripertowi, prefektowi Ille-et-Vilaine. Próbowali także rozbić – stojący w ogrodzie botanicznym w Rennes – pomnik bretońskiego i francuskiego rycerza z XIV wieku, Bertranda du Guesclin, którego uznali za zdrajcę. Jeszcze w 1941 r. partia zaprzestała działalności.